# Jérôme Vareille
Jérôme Vareille (Vernoux, 1º giugno 1974) è un ex calciatore francese, di ruolo attaccante.